# Högholmen (vid Heinlax, Pyttis)
För andra betydelser, se Högholmen (olika betydelser).
Högholmen, finska: Hyökholma, är en ö i Finland. Den ligger i Finska viken och i kommunen Pyttis i landskapet Kymmenedalen, i den södra delen av landet. Ön ligger omkring 10 kilometer väster om Kotka och omkring 100 kilometer öster om Helsingfors.
Öns area är 4,8 hektar och dess största längd är 280 meter i öst-västlig riktning.